# 金桔属
金桔属（学名：Fortunella）是芸香科下的一个属。该属共有6种，分布于东亚。